# 白滝村 (北海道)
白滝村（しらたきむら）は、北海道網走支庁管内の中西部に位置していた村。
村名は、村内にある滝「白滝」から。
2005年10月1日に生田原町・遠軽町・丸瀬布町と合併し、遠軽町の一部となった。

## 地理
四方を山に囲まれている。西部は上川支庁と接する。
村中部を東西に湧別川が流れ、それに沿って国道333号、石北本線が通る。
村名の由来にもなっている白滝は、村東部の下白滝信号場（旧・下白滝駅）付近にある。
- 山: チトカニウシ山 (1,446m), 平山 (1,771m)
- 河川: 湧別川
- 滝: 白滝

### 隣接していた自治体
- 網走支庁
  - 紋別郡：丸瀬布町、滝上町
- 上川支庁
  - 上川郡：上川町

## 歴史
- 1912年（大正元年）- 紀州団体54戸が入植
- 1946年8月1日（昭和21年）- 紋別郡遠軽町から丸瀬布村とともに分村、紋別郡白滝村
- 2005年10月1日（平成17年）- 遠軽町，生田原町，丸瀬布町と合併して遠軽町となる。

## 経済
基幹産業は酪農、畑作。

## 姉妹都市・提携都市
- 茨城県岩間町(現・笠間市)
- 和歌山県田辺市

## 地域

### 教育
- 中学校
  - 白滝
- 小学校
  - 白滝

## 交通

### 空港
- 旭川空港 （東神楽町）

### 鉄道
- 北海道旅客鉄道（JR北海道）
  - 石北本線 :（奥白滝信号場） - 上白滝駅 - 白滝駅 - 旧白滝駅 - 下白滝駅（現・下白滝信号場)
  - 上白滝駅、旧白滝駅、下白滝駅は、2016年3月に廃止された。

### バス
- 北海道北見バス・道北バス・北海道中央バス（高速えんがる号）

### 道路
- 高速道路
  - 旭川紋別自動車道（国道450号）：白滝IC、奥白滝IC
- 一般国道
  - 国道333号
- 道の駅
  - しらたき

## 名所・旧跡・観光スポット・祭事・催事

### 観光
- 白滝遺跡群 - 本村の北北西6.5キロに位置する赤石山（標高117メートル）山頂部から湧別川流域にかけて集中する遺跡は、標高800メートル以上にある切り出し基地、標高600メートル付近にある中継地、そして標高400メートル付近につくられた聚落とに分かれ、石材の採掘・搬出・製作に分かれる分業システムあったと推定できる。そして、全道各地の拠点的中継地に運ばれた[1]。

- 白滝温泉

## その他
合気道ゆかりの地。

### 出身の有名人
- 植芝盛平 - 合気道の創始者。1912年に紀州団体54戸の団体長として当時の紋別郡上湧別村白滝原野に入植した。上白滝地区の自宅跡地に記念碑が建立されている。出身は和歌山県。